# Canadian Open 2019 - Qualificazioni singolare maschile
Le qualificazioni del singolare maschile del Canadian Open 2019 sono state un torneo di tennis preliminare per accedere alla fase finale della manifestazione. I vincitori dell'ultimo turno sono entrati di diritto nel tabellone principale. In caso di ritiro di uno o più giocatori aventi diritto a questi sono subentrati i lucky loser, ossia i giocatori che hanno perso nell'ultimo turno ma che avevano una classifica più alta rispetto agli altri partecipanti che avevano comunque perso nel turno finale.

## Teste di serie
1. Hubert Hurkacz (spostato nel tabellone principale)
2. Daniel Evans (qualificato)
3. Feliciano López (qualificato)
4. John Millman (ultimo turno, lucky loser)
5. Alexander Bublik (primo turno)
6. Yoshihito Nishioka (ultimo turno)
7. Ričardas Berankis (ultimo turno)

1. Ivo Karlović (ultimo turno, ritirato)
2. Marius Copil (primo turno)
3. Lloyd Harris (primo turno)
4. Robin Haase (primo turno)
5. Alexei Popyrin (primo turno)
6. Bradley Klahn (qualificato)
7. Bernard Tomić (qualificato)

## Qualificati
1. Bernard Tomić
2. Daniel Evans
3. Feliciano López
4. Kwon Soon-woo

1. Bradley Klahn
2. Ilya Ivashka
3. Tommy Paul

### Lucky Looser
1. John Millman

## Tabellone

### Legenda
| - Q = Qualificato - WC = Wild card - LL = Lucky loser | - ALT = Alternate - SE = Special Exempt - PR = Protected Ranking | - w/o = Walkover - r = Ritirato - d = Squalificato |

### Sezione 1
|  | Primo turno | Primo turno    | Primo turno    | Primo turno | Primo turno |  |  | Ultimo turno | Ultimo turno  | Ultimo turno  | Ultimo turno | Ultimo turno |  |
|  |             |                |                |             |             |  |  |              |               |               |              |              |  |
|  | Alt         | Andrey Rublev  | 6              | 5           | 6           |  |  |              |               |               |              |              |  |
|  |             | Marc Polmans   | 1              | 7           | 7           |  |  |              | Marc Polmans  | Marc Polmans  | 4            | 65           |  |
|  |             | Ernests Gulbis | Ernests Gulbis | 64          | 2           |  |  | 14           | Bernard Tomić | Bernard Tomić | 6            | 7            |  |
|  | 14          | Bernard Tomić  | Bernard Tomić  | 7           | 6           |  |  |              |               |               |              |              |  |

### Sezione 2
|  | Primo turno | Primo turno          | Primo turno          | Primo turno | Primo turno |  |  | Ultimo turno | Ultimo turno      | Ultimo turno      | Ultimo turno | Ultimo turno |  |
|  |             |                      |                      |             |             |  |  |              |                   |                   |              |              |  |
|  | 2           | Daniel Evans         | Daniel Evans         | 7           | 6           |  |  |              |                   |                   |              |              |  |
|  | WC          | Thai-Son Kwiatkowski | Thai-Son Kwiatkowski | 64          | 1           |  |  | 2            | Daniel Evans      | Daniel Evans      | 6            | 6            |  |
|  |             | Marcel Granollers    | Marcel Granollers    | 6           | 6           |  |  |              | Marcel Granollers | Marcel Granollers | 3            | 3            |  |
|  | 9           | Marius Copil         | Marius Copil         | 2           | 4           |  |  |              |                   |                   |              |              |  |

### Sezione 3
|  | Primo turno | Primo turno      | Primo turno      | Primo turno | Primo turno |  |  | Ultimo turno | Ultimo turno    | Ultimo turno    | Ultimo turno    | Ultimo turno |  |
|  |             |                  |                  |             |             |  |  |              |                 |                 |                 |              |  |
|  | 3           | Feliciano López  | Feliciano López  | 7           | 7           |  |  |              |                 |                 |                 |              |  |
|  |             | Grégoire Barrère | Grégoire Barrère | 65          | 6           |  |  | 3            | Feliciano López | Feliciano López | Feliciano López | w/o          |  |
|  |             | Evgeny Donskoy   | 4                | 6           | 63          |  |  | 8            | Ivo Karlović    | Ivo Karlović    | Ivo Karlović    |              |  |
|  | 8           | Ivo Karlović     | 6                | 4           | 7           |  |  |              |                 |                 |                 |              |  |

### Sezione 4
|  | Primo turno | Primo turno   | Primo turno   | Primo turno | Primo turno |  |  | Ultimo turno | Ultimo turno  | Ultimo turno | Ultimo turno | Ultimo turno |  |
|  |             |               |               |             |             |  |  |              |               |              |              |              |  |
|  | 4           | John Millman  | John Millman  | 6           | 6           |  |  |              |               |              |              |              |  |
|  | WC          | Filip Peliwo  | Filip Peliwo  | 1           | 0           |  |  | 4            | John Millman  | 7            | 3            | 4            |  |
|  |             | Kwon Soon-woo | Kwon Soon-woo | 7           | 7           |  |  |              | Kwon Soon-woo | 6            | 6            | 6            |  |
|  | 11          | Robin Haase   | Robin Haase   | 64          | 63          |  |  |              |               |              |              |              |  |

### Sezione 5
|  | Primo turno | Primo turno      | Primo turno      | Primo turno | Primo turno |  |  | Ultimo turno | Ultimo turno  | Ultimo turno  | Ultimo turno | Ultimo turno |  |
|  |             |                  |                  |             |             |  |  |              |               |               |              |              |  |
|  | 5           | Alexander Bublik | Alexander Bublik | 4           | 4           |  |  |              |               |               |              |              |  |
|  | WC          | Steven Diez      | Steven Diez      | 6           | 6           |  |  | WC           | Steven Diez   | Steven Diez   | 64           | 65           |  |
|  |             | Viktor Troicki   | Viktor Troicki   | 5           | 3           |  |  | 13           | Bradley Klahn | Bradley Klahn | 7            | 7            |  |
|  | 13          | Bradley Klahn    | Bradley Klahn    | 7           | 6           |  |  |              |               |               |              |              |  |

### Sezione 6
|  | Primo turno | Primo turno        | Primo turno        | Primo turno | Primo turno |  |  | Ultimo turno | Ultimo turno       | Ultimo turno       | Ultimo turno | Ultimo turno |  |
|  |             |                    |                    |             |             |  |  |              |                    |                    |              |              |  |
|  | 6           | Yoshihito Nishioka | Yoshihito Nishioka | 6           | 6           |  |  |              |                    |                    |              |              |  |
|  |             | Malek Jaziri       | Malek Jaziri       | 2           | 3           |  |  | 6            | Yoshihito Nishioka | Yoshihito Nishioka | 4            | 3            |  |
|  |             | Ilya Ivashka       | 5                  | 6           | 6           |  |  |              | Ilya Ivashka       | Ilya Ivashka       | 6            | 6            |  |
|  | 10          | Lloyd Harris       | 7                  | 2           | 4           |  |  |              |                    |                    |              |              |  |

### Sezione 7
|  | Primo turno | Primo turno       | Primo turno       | Primo turno | Primo turno |  |  | Ultimo turno | Ultimo turno      | Ultimo turno | Ultimo turno | Ultimo turno |  |
|  |             |                   |                   |             |             |  |  |              |                   |              |              |              |  |
|  | 7           | Ričardas Berankis | Ričardas Berankis | 6           | 6           |  |  |              |                   |              |              |              |  |
|  | WC          | Alexis Galarneau  | Alexis Galarneau  | 2           | 4           |  |  | 7            | Ričardas Berankis | 6            | 63           | 3            |  |
|  |             | Tommy Paul        | 6                 | 5           | 6           |  |  |              | Tommy Paul        | 4            | 7            | 6            |  |
|  | 12          | Alexei Popyrin    | 4                 | 7           | 4           |  |  |              |                   |              |              |              |  |